# US Open 2014 – čtyřhra kvadruplegiků
Obhájcem titulu ve čtyřhře kvadruplegiků na newyorském grandslamu US Open 2014 byl americký pár David Wagner a Nicholas Taylor, jehož členové soutěž opět vyhráli. Ve finálovém duelu si po dvousetovém průběhu 6–3 a 7–5 poradili s britsko-jihoafrickou dvojicí Andrew Lapthorne a Lucas Sithole.
Wagner tak získal čtvrtou deblovou trofej z Flushing Meadows, když zde již triumfoval v letech 2007, 2009 a 2010. Pro Taylora to byl šestý newyorský vavřín po titulech z let 2007, 2009, 2010, 2011 a 2013.

## Pavouk
| Legenda                                                       |                                                                        |                                                   |
| - Q – kvalifikant - WC – divoká karta - LL – šťastný poražený | - Alt – náhradník - SE – zvláštní výjimka - PR/SR – žebříčková ochrana | - w/o – bez boje - r – skreč - d – diskvalifikace |

### Finále
| Finále |                                |   |   |  |
|        |                                |   |   |  |
|        |                                |   |   |  |
|        | Nick Taylor David Wagner       | 6 | 7 |  |
|        | Andrew Lapthorne Lucas Sithole | 3 | 5 |  |